# Quintus Varius Severus Hybrida
Quintus Varius Severus Hybrida (kolem 125/120 př. n. l. – po 90 př. n. l.) byl politik působící v období na sklonku římské republiky. Své posměšné agnomen Hybrida (v latině znamená míšenec) získal proto, že jeho matka byla hispánského původu.

## Život
Quintus Varius Severus se narodil někdy mezi lety 125 až 120 př. n. l. ve městě Sucro v provincii Hispania Citerior a byl prvním senátorem římské republiky, který pocházel z Hispánie. V roce 90 př. n. l. byl zvolen tribunem lidu. Během svého tribunátu prosadil v senátu zákon lex Varia de maiestate, podle kterého bylo možno postavit před soud kohokoliv, kdo by Italiky „tajně či otevřeně podporoval nebo jim pomáhal“ k prosazení občanských práv. Soudnímu potrestání se mohlo předejít dobrovolným odchodem do exilu, této možnosti využili konzul za rok 111 př. n. l. Lucius Calpurnius Bestia nebo Gaius Aurelius Cotta. V následujícím roce byl paradoxně podle stejného zákona odsouzen i sám Varius.